# Фоминское (Волжское сельское поселение)
Фоми́нское — деревня в Волжском сельском округе Волжского сельского поселения Рыбинского района Ярославской области .
Деревня расположена в юго-восточной окрестности города Рыбинск, на правом, северном берегу реки Уткашь, притока Волги. Ниже Фоминского по течению на том же берегу, к западу, в непосредственной близости стоит деревня Красный Пахарь. Между Красным Пахарем и Фоминским с севера на юг проходит пересекающая Уткашь по мосту дорога из Рыбинска к селу Аксёново, расположенному южнее, на удалении около 1 км от левого берега Уткаши. На противоположном левом берегу, к западу от дороги, то есть напротив Краснго Пахаря стоят деревни Зиновьево и Никольское .
Село Фоминское указано на плане Генерального межевания Рыбинского уезда 1792 года.
На 1 января 2007 года в деревне числился 1 постоянный житель . Почтовое отделение Ермаково—Первое  обслуживает в деревне Фоминское 15 домов .